# James Wood (encyclopédiste)
Pour les articles homonymes, voir Wood et James Wood.
Ne doit pas être confondu avec James Woods.
James Wood, né le 12 octobre 1820 à Leith et mort le 17 mars 1901 est un écrivain encyclopédiste, traducteur, directeur de publication et ministre de l'Église libre écossais.

## Biographie
Il fait ses études à l'université d'Édimbourg, ville où  se déroule ensuite l'essentiel de sa carrière. Son admiration pour Thomas Carlyle et John Ruskin a peut-être contribué à son échec à obtenir un poste ecclésiastique, l'obligeant à vivre de sa plume.
Il est traducteur des Religions de l'Inde d'Auguste Barth et directeur de la publication (editor) de plusieurs ouvrages encyclopédiques spécialisés : le Nuttall's (en) Standard Dictionary  (Dictionnaire standard de Nuttall), l' encyclopédie Nuttall, le Dictionnaire des citations de Warne (plus tard intitulé Dictionnaire des citations de Nuttall  ), l'Aide à la lecture de la Bible ( Helps to the Bible) de Bagster & Sons ainsi qu'une aide à la lecture de Carlyle (Carlyle School Reader).
En 1881, il publie anonymement The Strait Gate, and Other Discourses, with a Lecture on Thomas Carlyle, by a Scotch Preacher  (La porte étroite et autres discours, avec Précis sur Thomas Carlyle, par un prêcheur écossais). Il est décrit par PJE Wilson comme « le plus consciencieux des pédants ».